# Atakan Karazor
Atakan Karazor (* 13. Oktober 1996 in Essen) ist ein türkisch-deutscher Fußballspieler. Der Defensivspieler steht beim VfB Stuttgart unter Vertrag.

## Karriere

### Verein

#### Im Verein
Der defensive Mittelfeldspieler mit türkischen Wurzeln – er besaß allerdings zunächst ausschließlich die deutsche Staatsbürgerschaft – begann in seiner Heimatstadt Essen beim ETB Schwarz-Weiß mit dem Fußballspielen. Als 16-Jähriger wechselte er in die Nachwuchsabteilung des VfL Bochum, wo er drei Jahre ausgebildet wurde. 2015 wurde Borussia Dortmund auf den großgewachsenen Mittelfeldakteur aufmerksam und verpflichtete ihn für seine U23. Bei den Schwarz-Gelben, mit denen er in der Regionalliga West stets um den Aufstieg mitspielte, avancierte er schnell zum Stammspieler, fiel aber auch durch ein hartes Spiel und viele daraus resultierende Verwarnungen auf. Bereits nach seiner ersten Saison erhielt Karazor im Herbst 2016 einen Profivertrag, kam allerdings für die Profis nur zu Einsätzen in Testspielen.
Dies veranlasste ihn im Sommer 2017 zu einem Wechsel aus dem Pott in den hohen Norden zu Holstein Kiel, wo er einen bis 2020 gültigen Vertrag unterzeichnete. Sein Debüt als Profi gab er in der 2. Liga im Heimspiel gegen Union Berlin am 23. Januar 2018.
Zur Saison 2019/20 wechselte Karazor zum Bundesliga-Absteiger VfB Stuttgart, bei dem er einen Vertrag bis 2023 erhielt. Unter Cheftrainer Pellegrino Matarazzo entwickelte sich der Essener zum zuverlässigen Rückhalt im defensiven Mittelfeld sowie nach den Ausfällen von Marc Oliver Kempf und Holger Badstuber auch in der Innenverteidigung. In neun Partien, in denen Karazor Teil des Abwehrverbundes gewesen war, ließ der VfB lediglich sechs Gegentreffer zu. Auch seine guten Zweikampfleistungen sowie seine Passgenauigkeit wurden im Vereinsumfeld gelobt. Beim 6:0-Auswärtssieg gegen Nürnberg am 33. Spieltag erzielte er trotz seiner Aufstellung als alleiniger Innenverteidiger (in einer Dreierkette) zwei Tore. Der hohe Sieg machte den Aufstieg der Schwaben schon vor dem letzten Spieltag so gut wie sicher. Als Vizemeister ging es für Karazor und den VfB letztendlich zurück in die höchste deutsche Spielklasse. Im Mai 2022 verlängerte Karazor seinen Vertrag beim VfB bis Juni 2026.
In der Saison 2023/24, die mit der Vizemeisterschaft in der Bundesliga endete, spielte er in 33 von 34 Bundesligaspielen (1 Spiel fehlte er wegen Gelbsperre) und in 4 DFB-Pokalspielen. Im Juni 2024 verlängerte er seinen Vertrag bis Juni 2028. Nach dem Vereinswechsel seines Vorgängers Waldemar Anton wurde Karazor im Sommer 2024 zum Mannschaftskapitän des VfB Stuttgart ernannt. Am 6. Dezember erzielte er nach 117 Partien in der Bundesliga ohne eigenen Treffer beim Heimsieg gegen den 1. FC Union Berlin seinen ersten Bundesligatreffer zum 3:2-Endstand.

### In der Nationalmannschaft
Im Oktober 2024 wurde Karazor von Vincenzo Montella erstmals in die türkische Nationalmannschaft berufen.

## Erfolge
- Deutscher Pokalsieger: 2025 (VfB Stuttgart)
- Aufstieg in die Bundesliga: 2020 (VfB Stuttgart)

## Sonstiges
Am 11. Juni 2022 gab der VfB Stuttgart bekannt, dass Karazor im Sommerurlaub auf Ibiza festgenommen wurde, da ihn eine 18-jährige Spanierin der Vergewaltigung bezichtigt und angezeigt hatte. Seitdem saß er in Spanien in Untersuchungshaft. Am 21. Juli 2022 wurde mitgeteilt, dass er gegen Zahlung einer Kaution von 50.000 Euro das Gefängnis und das Land verlassen kann.
Seit 2025 ist Karazor mit seiner Frau Lisa Marie verheiratet.